# Елеасар Лопес Контрерас
Хосе Елеасар Лопес Контрерас (ісп. Eleazar López Contreras; 5 травня 1883 — 2 січня 1973) — президент Венесуели (1935—1941).